# 蔭平鮋
蔭平鮋，為輻鰭魚綱鮋形目鮋亞目平鮋科的其中一種，為亞熱帶海水魚，分布於中太平洋東部美國加州中部至墨西哥下加利福尼亞海域，棲息深度30-119公尺，體長可達29.8公分，棲息在底層水域，卵胎生，生活習性不明。